# Fondation Oswaldo-Cruz
La Fondation Oswaldo-Cruz (en portugais : Fundação Oswaldo Cruz, connue aussi sous le sigle Fiocruz) - anciennement Institut Oswaldo-Cruz - est une institution localisée à Rio de Janeiro au Brésil. Elle est liée au gouvernement fédéral brésilien et promeut la recherche dans le domaine de la santé publique.

## Historique

En 1950.

### Fondation
Les origines de sa fondation remontent au début du XXe siècle avec la création de l'Institut sérothérapique fédéral le 25 mai 1900 (dont l’objectif initial était de fabriquer des sérums et des vaccins contre la peste). 

### Dénominations
En 1901, il passe au gouvernement fédéral, avec le nom modifié pour l'Institut Soroterápico fédéral.

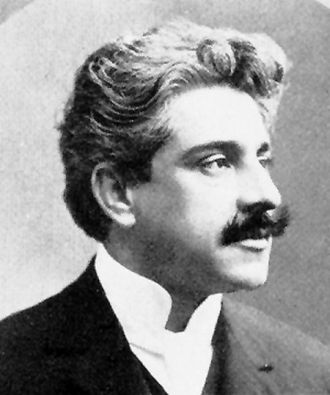
Portrait du docteur Oswaldo Cruz.

Le 12 décembre 1907, il commence à être appelé Institut de pathologie expérimentale de Manguinhos (la référence au nom du district de Rio de Janeiro où se trouve le siège) et le 19 mars 1918, en hommage au bactériologiste et épidémiologiste Oswaldo Cruz, il est nommé Institut Oswaldo-Cruz. 
En mai 1970, il devient la Fondation Institut Oswaldo-Cruz, adoptant le sigle Fiocruz qui continue à être utilisé depuis mai 1974, quand elle reçoit l’actuelle désignation de Fondation Oswaldo-Cruz.

### Objectifs
Son principal objectif est la recherche et le traitement des maladies tropicales. Son travail ne se limite pas à Rio de Janeiro par rapport à la recherche et à la production de vaccins. Dans les campagnes de système sanitaire des villes dévastées par les éruptions et les épidémies de fièvre jaune, variole et peste bubonique, il doit faire face à une forte opposition et à un soulèvement populaire — la Révolte du Vaccin (Revuelta de la Vacuna), en 1904. 
S'il s'occupe des conditions de vie des populations des campagnes, il est au centre de débats qui ont rendu possible la création du département national de Santé publique, en 1920.